# 島谷敏郎

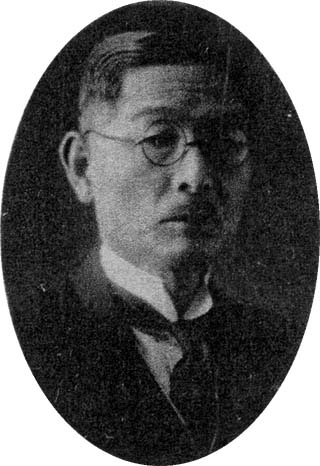
島谷敏郎

島谷 敏郎（しまたに としろう、1873年（明治6年）10月2日 - 1940年（昭和15年）8月18日）は、日本の教育者。

## 経歴
広島県佐伯郡廿日市町（現在の廿日市市）出身。1897年（明治30年）、商船学校（のち東京高等商船学校）機関科を卒業。翌1898年（明治31年）、商船学校教諭となり、1903年（明治36年）から1905年（明治38年）まで機関学研究のためイギリスに留学した。帰国とともに教授となり、1923年（大正12年）に教頭に、1925年（大正15年）には校長に就任した。1936年（昭和11年）に退官し、東京高等商船学校名誉教授の称号を得た。
逓信省技師・地方海員審判所審判官・高等海員審判所審判官を兼ねたほか、帝国水難救済会評議員・造船協会評議員・日本海員掖済会理事などを務めた。

## 著作
- 『リンク・モーションス』（商船学校、1903年）
- 『指圧器及指圧図』（商船学校校友会、1906年）
- 『舶用蒸汽タービン機』（嵩山房、1907年）
- 『船舶機関の効率』（崇山房、1924年）